# ترمتزینا
ترمتزینا (به ایتالیایی: Tremezzina) یک کومونه در استان کومو در لمباردی، ایتالیا است که در ۲۵ مه ۲۰۱۴ میلادی از ادغام کمون‌های لینو، متسریا، اوسوچیو و ترمتسو شکل گرفت. ترمتزینا ۲۸٫۳۸ کیلومتر مربع مساحت و ۴٬۱۷۰ نفر جمعیت دارد و ۲۰۰ متر بالاتر از سطح دریا واقع شده‌ است.
همه‌پرسی برای ایجاد این کمونه در ۱ دسامبر ۲۰۱۳ میلادی برگزار شد. این همه‌پرسی با ۶۳ درصد رأی مثبت و ۳۷ درصد رأی منفی در مجموع آراء به تصویب رسید.
کمونه ترمتزینا قبلاً در سال ۱۹۲۸ میلادی بر روی لینو، متسریا و ترمتسو ایجاد شد و در سال ۱۹۴۷ میلادی به کمونه‌های جداگانه تقسیم شد.